# ノレブ

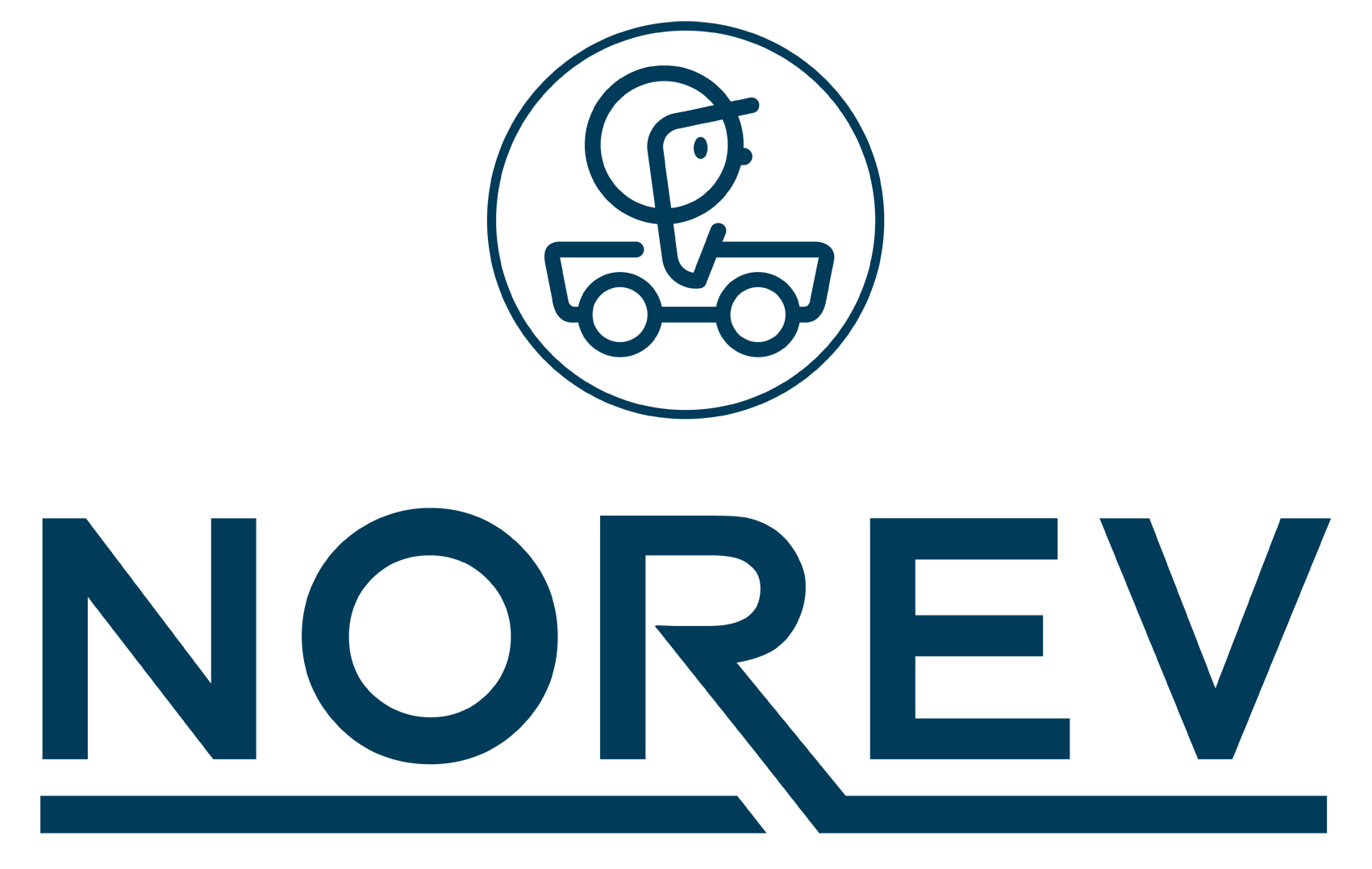
ロゴマーク

ノレブ（Norev）は、フランスのミニカーメーカーである。

## 概要

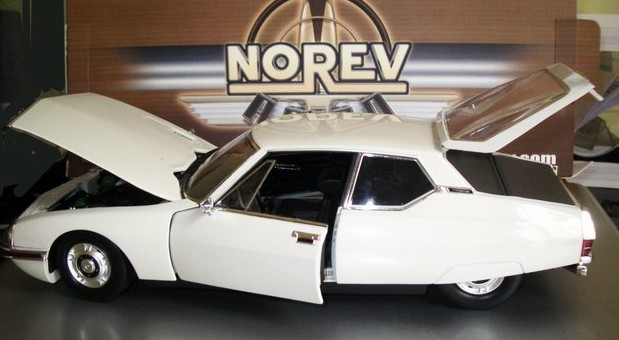
シトロエンのミニカー

1945年に創業した。ヴィルールバンヌに拠点を置いている。
Veron兄弟により創業されており、社名はVERONの綴りの逆さ読みである。
主に1/43サイズを製造している。
ルノーやプジョー、シトロエンなどフランス車のラインナップが多い。
日本でも購入しやすい価格帯のミニカーメーカーとして知られている。
アシェットの分冊百科シリーズ「国産名車コレクション」のミニカーに採用されている。